# Serapio Escolar
Serapio Escolar y Morales (Madrid, 1807-Madrid, 1874) fue un médico español del siglo XIX.

## Biografía
Nació en noviembre de 1807 en Madrid. Doctor en Medicina, legó su biblioteca al Hospital Provincial de Madrid, además de una renta de 3000 reales anuales para estudiantes pobres que terminaran la carrera médica. Tradujo obras de medicina al español. Colaborador frecuente de la prensa médica de la época, fue director del Boletín de Medicina, Cirugía y Farmacia (1834-1853) y de El Siglo Médico, fundado en 1854. También participó en la Revista Médica. Falleció el 16 de marzo de 1874 en Madrid.